# Irina Danšina
Irina Dansina, née en 1981 à Jurmala, est une pianiste et claveciniste franco-lettonne.

## Biographie
Née en Lettonie, Irina Dansina a suivi le cycle d’études supérieures de piano et de musique de chambre à l’Académie de musique de Riga, où elle a obtenu le diplôme « Bachelor of Art » en 2004. 
Arrivée à Paris en 2005, elle développe sa connaissance du clavecin, son deuxième instrument, et du monde de la musique ancienne auprès d'Élisabeth Joyé. Elle se perfectionne ensuite dans la classe de Noëlle Spieth au Conservatoire à rayonnement régional de Paris, obtenant un diplôme d’études musicales supérieures.
Passionnée par la musique de chambre, elle la pratique sous toutes ses formes, accompagnant de nombreux instruments et chanteurs, aussi bien au piano qu’au clavecin. Lauréate de plusieurs concours internationaux (1er prix au Concours Musical de France, (3e prix du Concours international Franz Schubert en République tchèque, (1er prix au Concours international de musique de chambre de Jurmala en Lettonie), elle participe à de très nombreux projets, en tant que pianiste ou claveciniste, comme le Festival "Europaïsches Musikfest Münsterland" en Allemagne, Festival International J.S. Bach à Riga, Festival de Toulouse les Orgues, Festival international de musique de Bailu en Chine, Concerts Jeunes Talents à Paris, Festival Harpe en Avesnois, Théâtre d’Etampes, Festival de Montcabrier. Elle tient également la basse continue dans différentes productions (Didon et Enée de Purcell, Messie de Haendel, Le Jugement de Salomon de Charpentier, Madrigaux de Monteverdi, troisième et quatrième Concertos Brandebourgeois de Bach, Cantate de Frank Martin).
En tant que membre de jury, elle a été invitée au Concours international de piano « Simone Delbert Février » à Nice et au Concours de piano de Bailu en Chine. Entre 2013 et 2019, elle participe activement à l’organisation et réalisation du Concours international de piano « Ville de Gagny ».
Titulaire d’un poste de professeur de piano à l’École spécialisée de musique de Jurmala (Lettonie), Irina Dansina enseigne actuellement au Conservatoire international de musique de Paris et à l’École des Musicales Pleyel.